# Петар Зец (лекар)
Петар Зец (Доњи Кукурузари, 1881 — Београд, крајем октобра или новембар 1944) био је српски и југословенски лекар и политичар, сенатор Краљевине Југославије, заменик намесника Ива Перовића и комесар Српског Црвеног крста током окупације у Другом светском рату. Стрељан је од комунистичких власти након ослобођења Београда.

## Биографија
Рођен је 1887. године у банијском селу Доњи Кукурузари код Костајнице. Ту је завршио основну школу, а затим гимназију у Загребу. Студије медицине је завршио 1905. године у Инзбруку, где је стекао титулу доктора целокупног лекарства. Још за време студија је припадао српским националним омладинским организацијама и био присталица Хрватско-српске коалиције. Илегално је прешао у Краљевину Србију на почетку Првог светског рата и био добровољац у Српској војсци и касније на Солунском фронту.
Након демобилизације 1919. године, остао је у Госпићу, где касније постаје и управник градске болнице. Био је члан Демократске странке, а од 1924. године Самосталне демократске странке. Заједно са угледним српским мештанима у Госпићу је покренуо четничку организацију, уз помоћ пароха смиљанског Матеје Стијачића.
За сенатор Краљевине Југославије је именован краљевим указом 1933. године. Краљ Александар I Карађорђевић је у свом тестаменту 1934. године именовао Петра Зеца за заменика Ива Перовића на месту намесника.
По проглашењу Независне Државе Хрватске, Зец прелази у Београд. Споразумом комесара Министарства социјалне политике и народног здравља Комесарске управе и немачких окупационих власти, 31. маја 1941. године су распуштени Управни и надзорни одбор српског Друштва Црвеног крста, а за комесара Друштва Црвеног крста је именован др Петар Зец. Са тог места је организовао прихват избеглица из Независне Државе Хрватске, као и слање пакета југословенским (српским) официрима у заробљеничким логорима у Трећем рајху.
Ухапшен је по ослобођењу Београда, крајем октобра или почетком новембра 1944. године. Његова ратна делатност је од нових комунистичких власти била препозната као колаборација, те је стрељан на непознатој локацији. Име Петра Зеца се нашло на списку 105 стрељаних, који је објављен 27. новембра 1944. године на насловној страни листа Политика, уз саопштење Војног суда Првог корпуса НОВЈ о суђењу ратним злочинцима у Београду.